# ۱۵ سال و نیم (فیلم)
۱۵ سال و نیم (به فرانسوی: 15 ans et demi) فیلمی محصول سال ۲۰۰۸ و به کارگردانی فرانسیس دسجانت و توماس سوریاکس است. در این فیلم بازیگرانی همچون دنیل اوتوی، ژولیت لامبلی، فرانسیس دامینز، لیونل آبلانسکی، ژولی فریه، فرانسوا برلئان، لوسی لوکاس، آلن شابا و الی سیمون ایفای نقش کرده‌اند.